# Gin Craze

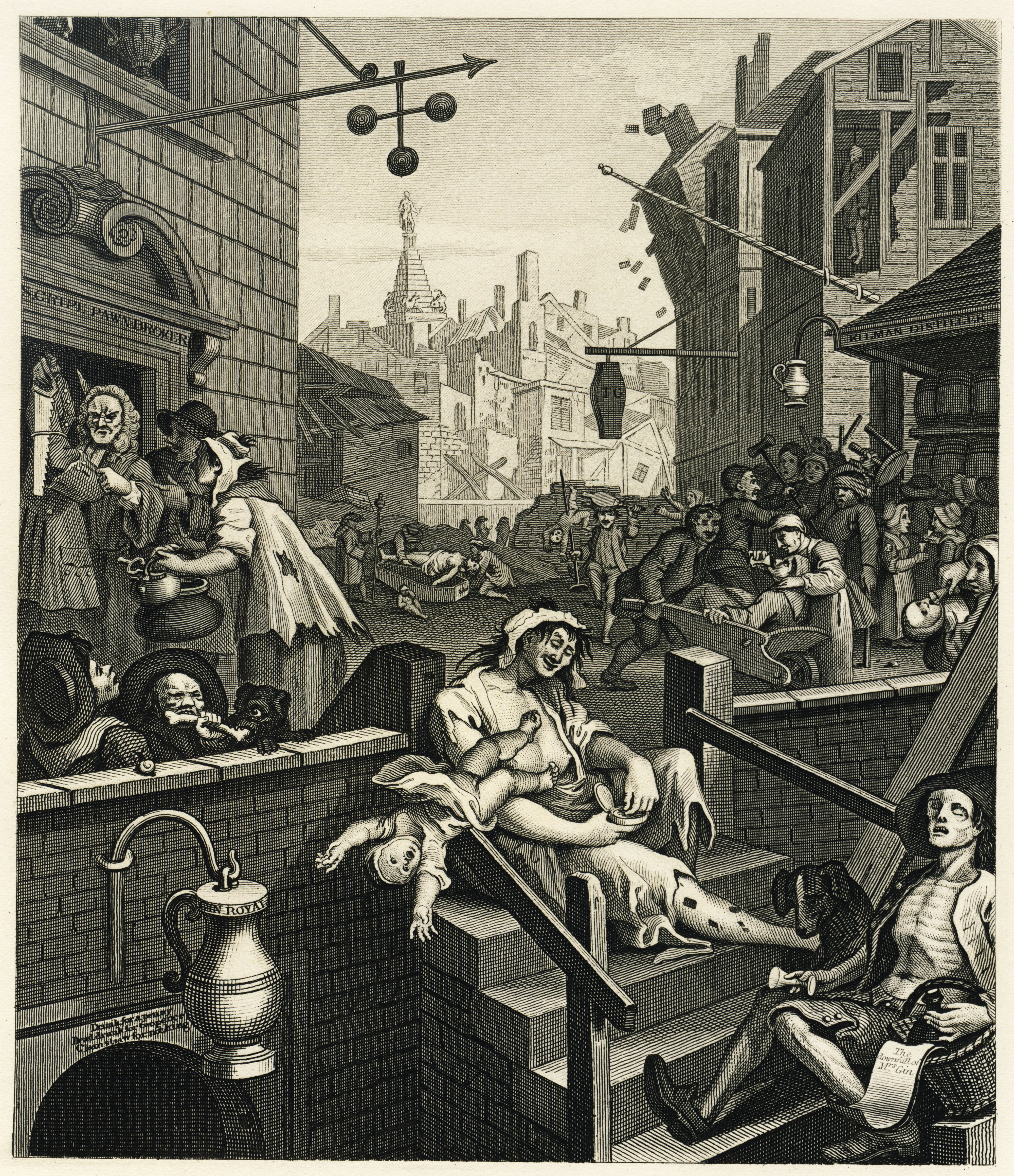
William Hogarth: Ginová ulice

Gin Craze (Ginové šílenství) je označení pro prudký nárůst alkoholismu v Anglii v první polovině 18. století. Na počátku stál král Vilém III. Oranžský, který místo brandy, dováženého z nepřátelských katolických zemí, zavedl v Anglii holandský národní nápoj gin. Mnoho domácích podnikatelů se vzápětí vrhlo na výrobu této pálenky z dostupných surovin, jako obilí a jalovec, a zaplavilo levným ginem zemi, kde byl do té doby tvrdý alkohol luxusním zbožím a lidé byli zvyklí pít hlavně pivo. Především v chudinských čtvrtích Londýna vypuklo masové opilství, které vedlo k nárůstu kriminality a všeobecné demoralizaci. V roce 1743 bylo zaznamenáno, že průměrný Angličan spotřeboval deset litrů ginu ročně. Spisovatel Daniel Defoe, ačkoli původně výrobu ginu doporučoval jako projev soběstačnosti země a příležitost k hospodářskému rozvoji venkova, ve svém protialkoholním spise vydaném roku 1728 sugestivně vylíčil scény z londýnských ulic, kde po celý den leželi lidé v bezvědomí, na alkoholu závislé ženy se uchylovaly k prostituci a rodily degenerované děti. Malíř William Hogarth vytvořil grafický diptych Beer Street and Gin Lane, srovnávající spokojené pijáky piva s lidmi, ze kterých konzumace ginu učinila trosky. Množství skandálů vedlo k tomu, že britský parlament přijal v letech 1729 až 1751 sérii takzvaných ginových zákonů, které zakázaly výčep lihovin bez oficiální koncese a výrazně zdanily výrobu ginu. Spotřeba proto značně poklesla, definitivní konec Gin Craze znamenala léta 1757–1760, kdy bylo kvůli velké neúrodě zakázáno používat obilí k výrobě alkoholu.